# 上間菓子店
株式会社上間菓子店（うえまかしてん）は、沖縄県豊見城市の菓子店。沖縄土産として知られる梅菓子「スッパイマン」を製造している。 

## 概要
沖縄県のみならず、日本全国にファンを持つ干し梅メーカーである。

## スッパイマン
スッパイマンは上間菓子店が製造、販売する干し梅の菓子。甘味料にステビアを使用した独自の味が特徴。

### 概要 (スッパイマン)
沖縄返還以前から沖縄県には中華人民共和国や台湾から輸入された干し梅を日常的に食べる文化があったが、干し梅に使用されていた甘味料が沖縄返還後の日本では使用禁止の甘味料だったため、干し梅の輸入も禁止されることになった。そこで、禁止甘味料を使わず、味を日本人好みに合わせて開発したのが「スッパイマン 甘梅一番」である。

### 歴史 (スッパイマン)
1981年に販売を始めた
1990年代後半から、スッパイマンの販売網を日本全国に広げたいと食品展示会などに出品し続けたが評判は芳しくなく、「沖縄に売るものなんかない」とまで言われた。
2000年ごろに木村拓哉がテレビ番組で夏の思い出として「沖縄で食べたスッパイマン」を紹介したところ、日本全国から問い合わせが殺到し、小売店からの引き合いも増え、年間売り上げは約3割増えた。CMソングがヒットして知名度は上がり、沖縄発の駄菓子として日本全国のコンビニエンスストアでも販売されるようになった。
沖縄県立真和志高等学校が全国高等学校写真選手権大会（写真甲子園）で優勝したことをヒントに、2008年に「『スッパイマン』を食べて、スッパイ顔をした写真展」を企画、開催したところ、多くの地元メディアが取材に訪れた。2009年には沖縄県立浦添工業高等学校デザイン科とコラボレーションし、「スッパイマン」Tシャツを制作販売したところ、たちどころに完売した。この時に浦添工業高校生が描いてデザインした「スッパイマン」のキャラクターはその後も使われている。

### コラボレーション
スッパイマンは菓子にとどまらず他ジャンルとつながり、ジャンルを超えた広がりを見せるようになった。そうすると他ジャンルの企業からもコラボレーションの提案が来るようになり、2014年には沖縄県で初となるエナジードリンクがリリースされることにもなった。
スーパーの棚を毎日定点観測するマーケティングによって開発された大型量販店で扱う商品「スッパイマン 柿ピー一番」は品種品目を超え横展開した商品であるが、これが狙い通りにテレビ番組で取り上げられ、大物コメンテーターが「おいしい。コレハマる」とコメントしたことで、Webサーバーがダウンするほどの注文がくる人気商品となった。上述の2000年の時は、半ば「運」に近い反響であったが、「スッパイマン 柿ピー一番」については狙った通りに結果を出せたことで、今後の方向性を決定づけた。
以降、2020年にはカルビーポテトチップス（カルビー）、機動戦士ガンダム（バンダイナムコグループ、ユニクロと、2021年にはピカチュウ（ポケモン）といった大手メーカーやキャラクターとコラボレーションを行い、BEGINやORANGE RANGEといったアーティストとのコラボレーションを行い、コレボレーション商品は都度、話題となっている。

## 沿革
- 1966年、菓子卸業として創業する[5]。
- 1981年、菓子製造業に事業転換する[5]。
- 2023年2月、上間幸治が社長に就任する[5]。

## 拠点
本社
沖縄県豊見城市豊崎3-64に所在。
店舗
上間商店（※所在地は本社内）、スッパイマンショップ国際通り店（沖縄県那覇市牧志2-8-7に所在）、スッパイマンショップ美浜店（沖縄県北谷町美浜9-21デポアイランドシーサイド１Fに所在）
工場
豊崎工場（※所在地は本社内）